# 4599 Rowan
4599 Rowan este un asteroid din centura principală, descoperit pe 5 septembrie 1985, de Henri Debehogne.